# RN9 (Benin)
Die RN9 ist eine Fernstraße in Benin, die an der Grenze zu Togo beginnt und in Tanguiéta endet. Sie ist 67 Kilometer lang.
Die Fernstraße beginnt an der Grenze zu Togo und endet in Tanguiéta an der Zufahrt zu der RNIE3. 